# Statische Gedichte
Statische Gedichte ist ein Gedichtband von Gottfried Benn aus dem Jahre 1948. Das Werk entstand überwiegend 1937 bis 1947 und erschien 1948 im Arche Verlag. Vierzehn Gedichte wie Turin, Sils Maria oder Anemone hatte Benn
bereits 1936 in seinem Band Ausgewählte Gedichte veröffentlicht. Die Gedichte begründen neben Morgue und andere Gedichte sowie Aprèslude den literarischen Ruhm des Dichters. Weiterhin trugen sie zur Anerkennung Benns im Literaturbetrieb der Nachkriegszeit bei.

## Inhalt
| Entstehungsjahr | Titel                                   | Gattung                   |
| --------------- | --------------------------------------- | ------------------------- |
| 1941–1944       | Ach, das ferne Land                     |                           |
| 1945–1946       | Quartär                                 |                           |
| 1944            | Chopin                                  | Porträtgedicht            |
| 1945–1946       | Orpheus’ Tod                            |                           |
| 1939            | Verse                                   |                           |
| 1941            | Gedichte                                |                           |
|                 | Bilder                                  |                           |
| 1920–1940       | Welle der Nacht                         |                           |
| 1930–1933       | Am Saum des nordischen Meer’s           |                           |
| 1935            | Tag, der den Sommer endet               |                           |
| 1937            | Die Gefährten                           |                           |
| 1944            | Dann                                    |                           |
| 1944            | V. Jahrhundert                          |                           |
| 1935            | Astern                                  | Naturgedicht              |
| 1944            | September                               | Naturgedicht              |
| 1943            | Alle die Gräber                         |                           |
| 1943            | Wenn etwas leicht                       |                           |
| 1941            | Ein Wort                                |                           |
| 1943            | Gärten und Nächte                       |                           |
| 1933            | Sils-Maria                              |                           |
| 1943            | Ein später Blick                        |                           |
| 1943            | Nachzeichnung                           |                           |
| 1927            | In Memoriam Höhe 317                    |                           |
| 1943            | Verlorenes Ich                          |                           |
| 1941            | Henri Matisse: „Asphodèles“             | Dinggedicht               |
| 1938            | Ist das nicht schwerer                  |                           |
| 1943            | St. Petersburg – Mitte des Jahrhunderts |                           |
| 1943            | Mittelmeerisch                          |                           |
| 1936            | Einsamer nie                            | Naturgedicht, Lehrgedicht |
| 1936            | Wer allein ist                          | Lehrgedicht               |
| 1934            | Spät im Jahre                           |                           |
|                 | Suchst Du                               |                           |
|                 | Der Traum                               |                           |
|                 | Anemone                                 |                           |
| 1936            | Turin                                   |                           |
| 1936            | Leben – niederer Wahn                   | Lehrgedicht               |
| 1935            | Ach, das Erhabene                       |                           |
|                 | Sommers                                 |                           |
| 1941            | Abschied                                |                           |
|                 | Die Form                                |                           |
|                 | Statische Gedichte                      |                           |

## Editionsgeschichte
Nach Kriegsende stand Benn mit zahlreichen Verlegern, darunter Ernst Rowohlt, Peter Suhrkamp, Eugen Claassen und Karl Hein Henssel im Kontakt. Erst 1946 eröffnete sich eine Gelegenheit zur Publikation der Statischen Gedichte. Das Vorhaben scheiterte trotz Drucklizenz; lediglich fünf Exemplare wurden als Privatdruck realisiert. 1947 glaubte Gottfried Benn nicht mehr an eine Veröffentlichung seiner Werke zu Lebzeiten. Der Journalist Erhard Hüsch, der bereits 1946 Gottfried Benn begegnete, stellte schließlich den Kontakt zwischen dem Verleger Peter Schifferli vom Arche Verlag Zürich und Benn her.

## Rezeption

### Rezensionen und Stimmen
Nachdem im Limes Verlag 1949 der Essay „Der Ptolemäer“ erschien und kurz darauf eine Lizenzauflage der „Statischen Gedichte“ und weitere Werke Benns, äußerten sich gerade die jüngeren Kritiker der Nachkriegszeit wie Ernst Kreuder, Max Bense, Curt Hohoff und Hans Egon Holthusen mit Lob über Benns jüngstes Schaffen.
Alfred Andersch benannte Benn als verfemten Dichter. Gegenüber den expressionistischen Gedichten attestierte er dem Band eine gewisse Einfachheit sowie ein „Bekenntnis zu Geist und Form“. Abschließend meint er: „Den Gipfel erreicht Benns Künstlerschaft wohl in dem Poem „Gedichte“, drei achtzeiligen Strophen von unvergleichlicher Sprach- und Geistesmacht“.
„Mit einem einzigen Flügelschlage reißt uns eine neue Dichtung Gottfried Benns über das Stimmengewirr der um lyrischen Ausdruck bemühten Gegenwart hoch hinaus“, nahm Friedrich Sieburg den Band mit Begeisterung auf. Er würdigte weiterhin Benns Abkehr von dessen früherer Dichtung, gemeint ist hier vor allem der Band Morgue. Über die Bedeutung der Gedichte äußert er sich: „Sie ist nicht nachzuahmen und sie kann keine Schule machen, da der mühevoll schmerzliche Weg ihrer Klärung an die Grenzen der Ausdrucksmöglichkeiten streift“. Für Ernst Kreuder waren die Statischen Gedichte der Beginn einer deutschen Literatur nach Kriegsende.